# Budowlani Częstochowa

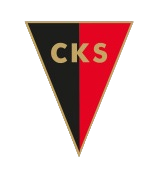
Herb CKS w latach 1925-1931

Częstochowski Klub Sportowy Budowlani – polski klub lekkoatletyczny (dawniej wielosekcyjny), mający siedzibę w Częstochowie. Występuje w najwyższej klasie rozgrywek Ligi lekkoatletycznej, jest zrzeszony w PZLA (Polski Związek Lekkiej Atletyki). 

## Drużyna piłkarska
W grudniu 1921 r. zarejestrowano Częstochowski Klub Sportowy Orlęta. Nazwa odnosiła się do bohaterskiej młodzieży, która brała udział w obronie Lwowa podczas wojny polsko-ukraińskiej. Na znak przelanej krwi przez lwowskie Orlęta, przyjęto czarno-czerwone barwy oraz herb z orlim gniazdem, znad którego wystawały trzy głowy młodych ptaków. Sekcje piłkarska i lekkoatletyczna ćwiczyły na placu przy koszarach 27 pułku piechoty. Charakter obiektu sportowego nadała temu boisku działalność założonego w 1923 r. Wojskowego Klubu Sportowego 27 pp.
W 1925 r. doszło do fuzji CKS Orlęta z istniejącym od 1919 r. KS Czenstochovia. Zmieniono wówczas nazwę na Częstochowski KS. 
W sezonie 1928 CKS występował w rozgrywkach klasy A, po wygranych barażach z Victorią 3:1, 0:3, 2:0. 
15 marca 1931 r. klub został włączony do powstałego w 1927 r. Stowarzyszenia Pracy Społeczno-Wychowawczej im. Marszałka Józefa Piłsudskiego i od tego momentu do 1939 r. funkcjonował jako Koło Sportowe "Brygada".
Osobny artykuł: Brygada Częstochowa.
Po II wojnie światowej reaktywowano Częstochowski Klub Sportowy. W latach 1945–1946 zawodnikiem klubu był sześciokrotny reprezentant Polski Adolf Krzyk. W 1947 r. drużyna piłkarska wygrała rozgrywki okręgowe i walczyła o awans do Ligi Państwowej. Na drodze CKS-u do elity stanął Widzew Łódź, z którym przegrali 0-4 i 1-5, RKS Radom (1-1, 2-3) i Sygnał Lublin (3-0, 4-1). W końcowej tabeli łodzianie byli najwyżej i awansowali po raz pierwszy do ekstraklasy, a CKS zajął trzecie miejsce.
W sierpniu 1948 r. CKS został połączony z MKS Legion Częstochowa i przywrócono nazwę KS Brygada. W 1949 r. patronem klubu został Związek Zawodowy Pracowników Skarbowych, a w czasie reorganizacji sportu Brygada trafiła do Zrzeszenia Sportowego „Związkowiec”. Ponieważ Zrzeszenie fryzjerów, cukrowników, radiowców czy pracowników przemysłu skórzanego nie należało do majętnych, w 1950 r. szukano wsparcia w ZS Budowlani. Do uzyskania go przyczynił się pracujący w branży budowlanej siatkarz Mieczysław Hrehorów. W 1953 drużyna piłkarska pod nazwą KS Częstochowa występowała w grupie łódzkiej III ligi zajmując 6. miejsce. W 1957 roku do nazwy Budowlani dodano człon Częstochowski Klub Sportowy. Oprócz piłki nożnej, uprawiano boks, koszykówkę, piłkę ręczną, siatkówkę, a także przez niedługi okres hokej. 
Na początku lat 60. XX w. drużyna piłkarska klubu występowała w rozgrywkach III ligi. W źródłach wymieniana była pod kilkoma nazwami; w relacjach meczowych w Przeglądzie Sportowym jako KS Częstochowa, w innych także jako Garnizonowy WKS (Wojskowy Klub Sportowy) oraz Budowlani Częstochowa. Trenerem drużyny piłkarskiej był m.in. Eugeniusz Seifried. Na przełomie lat 60-70. XX w. zdecydowano, że sztandarową sekcją klubu zostanie lekka atletyka, a pozostałe straciły na znaczeniu. W połowie lat 70 XX w. sekcja piłki nożnej została uznana za nierentowną i zlikwidowana.

## Obecnie
Zawodnicy Budowlanych Częstochowa trenują oraz rozgrywają zawody na Miejskim Stadionie lekkoatletycznym w Częstochowie.

## Sportowcy Budowlanych Częstochowa
Zawodnicy klubu zdobyli wiele medali w zawodach krajowych i międzynarodowych. Małgorzata Rydz dwukrotnie zdobyła brązowy medal w biegu na 1500 metrów podczas Halowych Mistrzostw Europy w 1994 i 1996 roku. Jakub Jelonek zdobył srebrny medal w chodzie na 20 kilometrów w Pucharze Europy w chodzie sportowym w 2011 roku. 

Afisz zawodów bokserskich T.S. Wisła Kraków - C.K.S., 27 stycznia 1946 rok

## Tabela wyników drużyny piłkarskiej
| Sezon                   | Poziom | Rozgrywki                                      | Miejsce | Mecze | Punkty | Zwycięstwa | Remisy | Porażki | Bilans bramkowy | Uwagi                                                                 |
| ----------------------- | ------ | ---------------------------------------------- | ------- | ----- | ------ | ---------- | ------ | ------- | --------------- | --------------------------------------------------------------------- |
| 1924                    | IV     | Klasa C Częstochowa                            | 3       |       |        |            |        |         |                 |                                                                       |
| 1925                    | IV     | Klasa C Częstochowa                            |         |       |        |            |        |         |                 |                                                                       |
| 1927                    | II     | A Klasa Śląski OZPN - liga Częstochowa         | 2       | 6     |        |            |        |         |                 | pod nazwą CKS Częstochowa                                             |
| 1928                    | II     | A Klasa Kielecki OZPN - podokręg częstochowski | 3       | 14    | 13     |            |        |         |                 |                                                                       |
| 1929                    | II     | A Klasa Kielecki OZPN - podokręg częstochowski | 3       |       |        |            |        |         |                 |                                                                       |
| 1930                    | II     | A Klasa Kielecki OZPN - podokręg częstochowski | 4       | 10    | 10     |            |        |         |                 |                                                                       |
| 1931                    | II     | A Klasa Kielecki OZPN - podokręg częstochowski | 3       |       |        |            |        |         |                 | Po sezonie jako Brygada                                               |
| 1945                    |        | Mistrzostwa OZPN Częstochowa - Gr. I           | 3       | 10    | 12     |            |        |         | 32-21           | pod nazwą Częstochowski Klub Sportowy, awans do A Klasy po barażach   |
| 1946/1947               | II     | A Klasa                                        | 1       |       |        |            |        |         |                 | pod nazwą CKS Częstochowa                                             |
| 1946/1947               | II     | Eliminacje do Ligi                             | 3       | 6     | 5      | 2          | 1      | 3       | 11-14           | pod nazwą CKS Częstochowa                                             |
| 1948/1949               | III    | A klasa                                        | 4       |       |        |            |        |         |                 | Utworzenie ZS Związkowiec Częstochowa z drużyn KS Brygada i RKS Raków |
| 1951                    | III    | 1 Klasa wojewódzka                             | 5       | 6     | 4      |            |        |         | 12-22           |                                                                       |
| 1952                    | III    | 1 Klasa wojewódzka                             | 7       | 17    | 17     |            |        |         | 45-37           | awans do III ligi                                                     |
| 1953                    | III    | III liga, grupa VIII (Łódź)                    | 6       | 21    | 23     |            |        |         | 33-33           | pod nazwą KS Częstochowa                                              |
| 1957                    | IV     | Klasa A, gr. II                                | 2       | 18    | 28     |            |        |         |                 | pod nazwą CKS Budowlani Częstochowa                                   |
| 1958                    | IV     | Klasa A, gr. I                                 | 3       |       | 22     |            |        |         |                 |                                                                       |
| 1959                    | IV     | Klasa A, gr. I                                 | 1       | 16    | 24     |            |        |         | 47-23           | awans do III ligi                                                     |
| 1960                    | III    | III liga (Zagłębie)                            | 4       | 18    | 19     |            |        |         | 30-26           |                                                                       |
| 1960/1961               | III    | III liga (Zagłębie)                            | 10      | 22    | 18     | 7          | 4      | 11      | 39-39           |                                                                       |
| 1961/1962               | III    | III liga (Zagłębie)                            | 7       | 22    | 21     | 9          | 3      | 10      | 45-54           |                                                                       |
| 1962/1963               | III    | III liga (Zagłębie)                            | 7       | 22    | 22     |            |        |         | 45-60           |                                                                       |
| 1963/1964               | III    | III liga śląska, grupa III                     | 11      | 22    | 17     | 6          | 5      | 11      | 29-54           | spadek                                                                |
| 1964/1965               | IV     | Klasa A                                        | 10      |       |        |            |        |         |                 |                                                                       |
| 1965/1966               | IV     | Klasa A                                        | 8       |       | 25     |            |        |         |                 |                                                                       |
| 1968/1969               | V      | Klasa A                                        | 15      | 30    | 16     |            |        |         | 26-65           |                                                                       |
| Źródło: WikiZagłębie.pl |        |                                                |         |       |        |            |        |         |                 |                                                                       |